# Ermias Girma
Ermias Girma (20 gennaio 2005) è un mezzofondista etiope vincitore della medaglia d'argento ai Giochi panafricani nei 1500 metri piani.

## Progressione

### 800 metri piani
| Stagione | Misura  | Luogo     | Data      | Rank. Mond. |
| -------- | ------- | --------- | --------- | ----------- |
| 2023     | 1'44"86 | Monaco    | 21-7-2023 |             |
| 2022     | 1'44"36 | Lokeren   | 22-5-2022 |             |
| 2021     | 1'46"98 | Ratisbona | 19-6-2021 |             |

### 1500 metri piani
| Stagione | Misura  | Luogo    | Data      | Rank. Mond. |
| -------- | ------- | -------- | --------- | ----------- |
| 2024     | 3'39"40 | Accra    | 22-3-2024 |             |
| 2023     | 3'38"35 | Nairobi  | 13-5-2023 |             |
| 2022     | 3'36"28 | Oordegem | 28-5-2022 |             |

## Palmarès
| Anno | Manifestazione     | Sede    | Evento       | Risultato  | Prestazione | Note  |
| ---- | ------------------ | ------- | ------------ | ---------- | ----------- | ----- |
| 2021 | Mondiali U20       | Nairobi | 800 m piani  | Batteria   | dq          |       |
| 2022 | Mondiali           | Eugene  | 800 m piani  | Batteria   | 1'49"36     |       |
| 2022 | Mondiali U20       | Cali    | 800 m piani  | Oro        | 1'47"36     |       |
| 2022 | Mondiali U20       | Cali    | 1500 m piani | Argento    | 3'37"24     |       |
| 2024 | Giochi panafricani | Accra   | 1500 m piani | Argento    | 3'39"40     | [ 1 ] |
| 2024 | Giochi olimpici    | Parigi  | 1500 m piani | Semifinale | 3'40"27     |       |

## Campionati nazionali
2021
- Oro ai campionati etiopi (Addis Abeba), 800 metri piani - 1'47"6

## Altre competizioni internazionali
2023
- 38º al Cross Internacional de Soria ( Soria) - 27'48"

2024
- 5º al Golden Spike Ostrava ( Ostrava), 1500 m piani - 3'34"77